# 541-ша гренадерська дивізія (Третій Рейх)
541-ша гренадерська дивізія (Третій Рейх) (нім. 541. Grenadier-Division) — гренадерська піхотна дивізія Вермахту за часів Другої світової війни. Брала участь у боях під Варшавою та у Східній Пруссії. 9 жовтня 1944 року на території західної Німеччини переформована на 541-у фольксгренадерську дивізію вермахту.

## Історія
541-ша гренадерська дивізія сформована 7 липня 1944 року у ході 29-ї хвилі мобілізації у III військовому окрузі на навчальному центрі Гросс Борн (нім. Truppenübungsplatz Groß-Born). Після завершення комплектування та підготовки дивізія взяла участь у складі XXIII армійського корпусу генерала інженерних військ О. Тіманна в боях під Варшавою та у Східній Пруссії.
9 жовтня 1944 року була переформована на 541-у фольксгренадерську дивізію.

## Воєнні злочини
У серпні 1944 року дивізія билася у складі 2-ї армії на Бузі і Нареві. В ході боїв за Печінку її солдати скоїли воєнні злочини проти польського цивільного населення. У вересні 1944 року в ході каральної операції проти мешканців села Ліпняк-Майорат солдати дивізії стратили 448 мирних жителів, переважно жінок, людей похилого віку та дітей (наймолодшому було менше півроку).

## Райони бойових дій
- Німеччина (липень — серпень 1944);
- Східний фронт (центральний напрямок) (серпень — жовтень 1944).

## Командування

### Командири
- генерал-майор Вольф Гагеман (нім. Wolf Hagemann) (7 липня — 9 жовтня 1944).

### Підпорядкованість
| Час     | Корпус                  | Армія      | Група армій (округ) | Штаб                        |
| ------- | ----------------------- | ---------- | ------------------- | --------------------------- |
| 1944    |                         |            |                     |                             |
| липень  | формування              | формування | формування          | Навчальний центр Гросс Борн |
| серпень | XXIII армійський корпус | 2-га армія | Група армій «Центр» | Західний Буг/Нарва          |

### Склад
| 1944                                      |
| ----------------------------------------- |
| 1073-й гренадерський полк                 |
| 1074-й гренадерський полк                 |
| 1075-й гренадерський полк                 |
| 1541-й артилерійський полк                |
| 541-ша фузілерна рота                     |
| 1541-ше дивізійне управління забезпечення |

## Нагороджені дивізії
Нагороджені дивізії
Нагороджені Сертифікатом Пошани Головнокомандувача Сухопутних військ для військових формувань Вермахту за збитий літак противника
- ? — 13-та рота 1075-го гренадерського полку за дії 13 листопада 1944 (№ ?) поблизу Ґонсево.

|  | Кавалери Нагрудного знаку ближнього бою в золоті                                                           | 1 |
|  | Кавалери Золотого Німецького Хреста                                                                        | 3 |
|  | Кавалери Срібного Німецького Хреста                                                                        | 1 |
|  | Кавалери Лицарського хреста Залізного хреста                                                               | 3 |
|  | Кавалери Почесної застібки Сухопутних військ «Почесна застібка на орденську стрічку для Сухопутних військ» | 8 |

- Нагороджені Сертифікатом Пошани Головнокомандувача Сухопутних військ (1)